# 한국오이생산자협의회
한국오이생산자협의회는 오이를 생산하는 생산자단체(농업인 포함)가 오이생산의 자율적 수급조절 및 가격안정을 도모하고, 회원간의 상호협력 및 정보교환으로 경쟁력 있는 고품질 오이를 생산· 판매함으로써 농업인의 소득증대와 오이산업의 발전을 도모할 목적으로 2007년 12월 17일 설립된 대한민국 농림수산식품부 소관의 사단법인이다. 사무실은 서울특별시 중구 충정로1가 75에 있다.

## 주요 사업
- 오이의 수급조절 및 가격안정 사업
- 오이의 판매 촉진 및 소비촉진 홍보,
- 오이의 판매확대 및 신규 시장 개척
- 생산 및 수확 후 관리 기술 교육
- 기타 협의회의 목적달성을 위한 사업